# Zharnel Hughes
Zharnel Hughes, né le 13 juillet 1995 à Sandy Ground, est un athlète britannique, spécialiste du sprint.
Double champion d'Europe du 100 m et du 4 × 100 m à Berlin en 2018, il remporte également deux médailles d'argent avec ses coéquipiers du 4 × 100 m aux Mondiaux de 2019 à Doha et aux Jeux olympiques de 2020 à Tokyo.

## Biographie
Débutant l'athlétisme à l'âge de 10 ans, il rejoint très vite, en 2012, l'IAAF High Performance Training Center de Kingston en Jamaïque, où il côtoie notamment Usain Bolt et Yohan Blake dans le groupe d'entrainement de Glen Mills.
Troisième du 100 mètres lors des Jeux de la CARIFTA 2012, il participe aux championnats d'Amérique centrale et des Caraïbes juniors, à San Salvador. Il se classe deuxième du 100 m en établissant un nouveau record personnel en 10 s 34, et premier du 200 m en 20 s 98.
En 2013, il remporte le titre des Jeux de la CARIFTA et s'impose par ailleurs en finale des championnats panaméricains juniors, à Medellín, dans le temps de 10 s 31.
Le 30 mars 2014, lors des championnats inter-scolaires de Jamaïque, à Kingston, il porte son record personnel du 100 m à 10 s 12 (+ 1,7 m/s) et bat le record des championnats détenu par Yohan Blake.
Comme Anguilla n'est pas reconnue par le Comité international olympique, Hughes décide de participer aux championnats internationaux et aux Jeux comme athlète britannique.
Le 16 mai 2015 à George Town, il bat son record sur 200 m en 20 s 15, derrière le Sud-Africain Anaso Jobodwana (20 s 06). Concourant par la suite pour le Royaume-Uni, il remporte le 4 juillet 2015 le 200 m des championnats britanniques en 20 s 42. Il s'impose successivement à l'Athletissima de Lausanne en 20 s 13 puis au meeting de Londres en 20 s 05, battant à chaque fois son record personnel. Aligné à Pékin sur 200 m, il prend la cinquième place de la finale des championnats du monde en 20 s 02 (- 0,1 m/s), record personnel.
En 2016, il est éliminé dès les séries des championnats d'Europe d'Amsterdam. Cette élimination lui coûte sa place aux Jeux olympiques de Rio, et est principalement due à une blessure des ligaments du genou à la suite d'une chute lors d'un entrainement.
L'année suivante, il est sélectionné pour les championnats du monde de Londres sur 200 m. Aux Mondiaux, il est éliminé en demi-finale (20 s 85).

### Double champion d'Europe à Berlin (2018)
Le 23 janvier 2018, il est agressé par des hommes armés à Kingston alors qu'il était à son stade d'entrainement. Des tirs ont été tirés mais ne l'ont pas touché. Cependant, il en reste choqué. Le 24 février, à Kingston, il porte son record du 100 m à 10 s 01, battant par la même occasion Yohan Blake (10 s 05). Le 28 mars, à Brisbane, il court en 20 s 23 sur 200 m, malgré un fort vent de face (- 1,6 m/s). Le 9 juin, à Kingston, il franchit pour la première fois de sa carrière la barrière des dix secondes sur 100 m en parcourant la distance en 9 s 91 (+ 0,4 m/s), meilleure performance européenne de l'année.
Le 7 août 2018, en l'absence de son rival Jimmy Vicaut qui déclare forfait pour la finale, Zharnel Hughes remporte le titre du 100 m aux championnats d'Europe de Berlin en 9 s 95, améliorant le record des championnats de 9 s 97 réalisé par Vicaut en demi-finale. Le Britannique remporte ainsi son premier titre international majeur chez les séniors, et devance sur le podium son compatriote Reece Prescod (9 s 96) et le Turc Jak Ali Harvey (10 s 01). Cinq jours plus tard, il est également sacré avec ses coéquipiers sur le relais 4 × 100 m en 37 s 80, devant la Turquie (37 s 98) et les Pays-Bas (38 s 03).

### Médailles mondiales et olympiques sur 4 x 100 m (2019-2021)
Aux championnats du monde 2019 à Doha, Hugues se classe 6e de la finale du 100 m en 10 s 03. Sur le relais 4 x 100 m, il s'adjuge avec ses coéquipiers britanniques la médaille d'argent derrière les Etats-Unis en 37 s 36, nouveau record d'Europe.
En avril 2021, le Britannique signe à Miami un 200 m en 19 s 93 mais son temps n'est pas homologué en raison d'un vent trop favorable (+3,6 m/s). Il se focalise ensuite sur le 100 m, discipline dans laquelle il parvient à se qualifier pour la finale olympique à Tokyo en août après avoir remporté sa demi-finale en 9 s 98, son meilleur chrono de la saison. Malheureusement pour lui, il commet un faux départ flagrant en finale et est automatiquement disqualifié. Il est tout de même aligné quelques jours plus tard sur le relais 4 x 100 m en compagnie de ses coéquipiers Chijindu Ujah, Richard Kilty et Nethaneel Mitchell-Blake. Ensemble, ils décrochent la médaille d'argent en 37 s 51, le dernier relayeur italien Filippo Tortu battant d'un petit centième le dernier relayeur britannique Mitchell-Blake, pourtant en tête au dernier passage de témoin. Le quatuor est déchu de sa médaille en février 2022 après le contrôle positif de Ujah en août 2021.
Il remporte la médaille de bronze du relais 4 × 100 m des championnats du monde 2022, à Eugene, derrière le Canada et  les États-Unis.

## Vie privée
Zharnel Hughes est né d'un père anguillan et d'une mère jamaïcaine. Il a deux frères cadets.

## Palmarès
| Date                           | Compétition                                   | Lieu             | Résultat | Épreuve   | Temps   |
| ------------------------------ | --------------------------------------------- | ---------------- | -------- | --------- | ------- |
| Concourant pour Anguilla       |                                               |                  |          |           |         |
| 2013                           | Champ. d'Am. centrale et des Caraïbes         | Morelia          | 7e       | 100 m     | 10 s 25 |
| 2013                           | Championnats panaméricains juniors            | Medellín         | 1er      | 100 m     | 10 s 31 |
| 2014                           | Champ. d'Am. centrale et des Caraïbes juniors | Morelia          | 1er      | 200 m     | 20 s 33 |
| 2014                           | Championnats du monde juniors                 | Eugene           | 5e       | 200 m     | 20 s 73 |
| Concourant pour le Royaume-Uni |                                               |                  |          |           |         |
| 2015                           | Championnats du monde                         | Pékin            | 5e       | 200 m     | 20 s 02 |
| 2017                           | Relais mondiaux de l'IAAF                     | Nassau           | finale   | 4 × 100 m | DNF     |
| 2017                           | Championnats d'Europe par équipes             | Lille            | 1er      | 4 × 100 m | 38 s 08 |
| 2017                           | Ligue de diamant                              | Ligue de diamant | 6e       | 200 m     | 20 s 27 |
| 2018                           | Jeux du Commonwealth                          | Gold Coast       | finale   | 200 m     | DQ      |
| 2018                           | Jeux du Commonwealth                          | Gold Coast       | 1er      | 4 × 100 m | 38 s 13 |
| 2018                           | Championnats d'Europe                         | Berlin           | 1er      | 100 m     | 9 s 95  |
| 2018                           | Championnats d'Europe                         | Berlin           | 1er      | 4 × 100 m | 37 s 80 |
| 2019                           | Ligue de diamant                              | Ligue de diamant | 6e       | 100 m     | 10 s 15 |
| 2019                           | Championnats du monde                         | Doha             | 6e       | 100 m     | 10 s 03 |
| 2019                           | Championnats du monde                         | Doha             | 2e       | 4 × 100 m | 37 s 36 |
| 2021                           | Jeux olympiques                               | Tokyo            | finale   | 100 m     | DQ      |
| 2021                           | Jeux olympiques                               | Tokyo            | ―        | 4 × 100 m | DQ      |
| 2022                           | Championnats du monde                         | Eugene           | 3e       | 4 × 100 m | 37 s 83 |
| 2022                           | Jeux du Commonwealth                          | Birmingham       | 2e       | 200 m     | 20 s 12 |
| 2022                           | Jeux du Commonwealth                          | Birmingham       | 1er      | 4 × 100 m | 38 s 35 |
| 2022                           | Championnats d'Europe                         | Munich           | 2e       | 100 m     | 9 s 99  |
| 2022                           | Championnats d'Europe                         | Munich           | 1er      | 200 m     | 20 s 07 |
| 2022                           | Championnats d'Europe                         | Munich           | 1er      | 4 x 100 m | 37 s 67 |
| 2023                           | Championnats du monde                         | Budapest         | 3e       | 100 m     | 9 s 88  |
| 2023                           | Championnats du monde                         | Budapest         | 4e       | 200 m     | 20 s 02 |
| 2023                           | Championnats du monde                         | Budapest         | 4e       | 4 × 100 m | 37 s 80 |
| 2024                           | Jeux olympiques                               | Paris            | 3e       | 4 × 100 m | 37 s 61 |

## Records
| Épreuve | Temps               | Lieu     | Date            |
| ------- | ------------------- | -------- | --------------- |
| 100 m   | 9 s 83 (+ 1,3 m/s)  | New York | 24 juin 2023    |
| 200 m   | 19 s 73 (+ 1,6 m/s) | Londres  | 23 juillet 2023 |